# سعيد شماغ
سعيد شماغ (1 كانون الثاني/يناير 1967 – 12 ديسمبر 2007) هو صحفي عراقي كانَ يعملُ كمصور ومساعد مصوّر لوكالة رويترز. قُتل جنبا إلى جنب مع زميله نمير نور الدين من قبل القوات العسكرية الأميركية في حيّ بغداد الجديدة في بغداد عاصِمة العراق أثناء غارة جوية في 12 يوليو/تموز 2007.

## المسيرة المهنية
وُلدَ شماغ في الواحد من يناير عام 1967 في العراق. انضم إلى وكالة رويترز وذلك قُبيلَ غزو الولايات المتحدة للعراق في عام 2003. تزوّج في وقتٍ ما وحصلَ على 4 أطفال؛ كما كانَ المعيل الوحيد لأسرته ولبعض أفراد عائلته. زادت مسؤولية شماغ بعد مقتل زوج شقيقته على يدِ الجماعات المُسلّحة العراقية. ذكرَ كريس هيلغرين رئيس وكالة رويترز حينها والمسؤول عن فِكرة توظيف مصورين محليين أن سعيد كان مصورًا محترفًا ثم واصل: «هناكَ عددٌ قليل ممن يُغطّي هذه الحرب، كما أن القليل فقط هم من يهتم بكشف ما حدث لكنّ سعيد كان سائقًا ومصورًا لا غنى عنه ... شعرتُ بالخوف عندما سمعتُ خبر استهدافه؛ سعيد كانَ مميزًا بفضلِ عمله في المناطق الخطيرة؛ في كل مرّة كنت أعلق في منطقة ما بسبب الأسلاك الشائكة كان سعيد هو الحل. بالرغم من كل هذا فهوَ هادئ جدا فهوَ محبوب للغاية كما أنّهُ يعشقُ الأطفال.»

## الوفاة
يعودُ تاريخ وفاة شماغ إلى الثاني عشر من يوليو/تموز 2007. حينَها وبعد عدّة مناوشات في المنطقة؛ قامت مروحيّة أمريكية من طِراز إيه إتش-64 أباتشي بملاحظة تجمع لبعض المواطنين حول أحد الشوارِع في بغداد. حسبَ الفيديو الذي سرّبتهُ ويكيليكس فإنَ قادة وربان المروحيّة افترضوا أن ذلك الجمع من الناس هم أعضاء من الجماعات المُسلّحة العراقية فقاموا بإطلاق النار الكثيفِ عليهم ثم استهدفوا بعد ذلكَ سيارة كان بها رجلٌ وطفلان صغيران توقفا لإسعاف وإجلاء الجرحى. أُصيبَ الصبيّان بجروح متفاوتة الخطورة فيما قضى شماغ وصديقه نور الدين نحبهما خلالَ الهجوم.
حسب الإحصائيات الدّقيقة؛ فإنّ شماغ ونور الدين هما خامس وسادس صحفي أو موظف من رويترز يقضي نحبهُ في العراق منذ بداية الغزو عام 2003. جديرٌ بالذكرِ هنا أن الصحفيين الستّة قد قُتلوا جميعًا على يد الجنود الأمريكيين. تطوّرت الأمور في وقتٍ لاحق حيث عَثر بعض المواطنين على جثة محمد أمين وهو مصور آخر تابع لرويترز وأحد أقرب أصدقاء نور الدين وشماغ في مكان قريب من موقع الهجوم. بعد وفاتِ الثلاثة؛ كرّمت رويترز نور الدين وشماغ في مدينة نيويورك كما خلدت ذكراهما في تايمز سكوير بنيويورك وكناري وارف في لندن.

### تطورات لاحقة
بعدَ أكثر من عامين على الهجوم الذي تسبب في مقتل شماغ، سعت وكالة رويترز وغيرها من المنظمات إلى التحقيق في حادِث مقتل سعيد وغيرهِ من الصحفيين الذين قضوا نحبهم في العراق إلا أنّ حكومة الولايات المتحدة حاولت بكل الطرق حجبَ كل المعلومات الأساسية على أساس أنها سريّة. رفضَ الجيش كذلك الإفراج عن الفيديو الذي التقطته إحدى السفن الحربية والتي كانت على صلة بالمروحيّة العسكرية أثناء إطلاق النار. بحلول الخامس من أبريل/نيسان 2010؛ تمكّن موقع ويكيليكس من تسريب جزءٍ من الفيديو (طوله 13 دقيقة) والذي حصلَ عليه بعدما تمكّنَ من كسر رمز التشفير.

## روابط خارجية
- سعيد شماغ على موقع IMDb (الإنجليزية)